# Cauque mauleanum
Cauque mauleanum là một loài cá thuộc họ Atherinidae. Nó là loài đặc hữu của Chile.